# Lễ phước

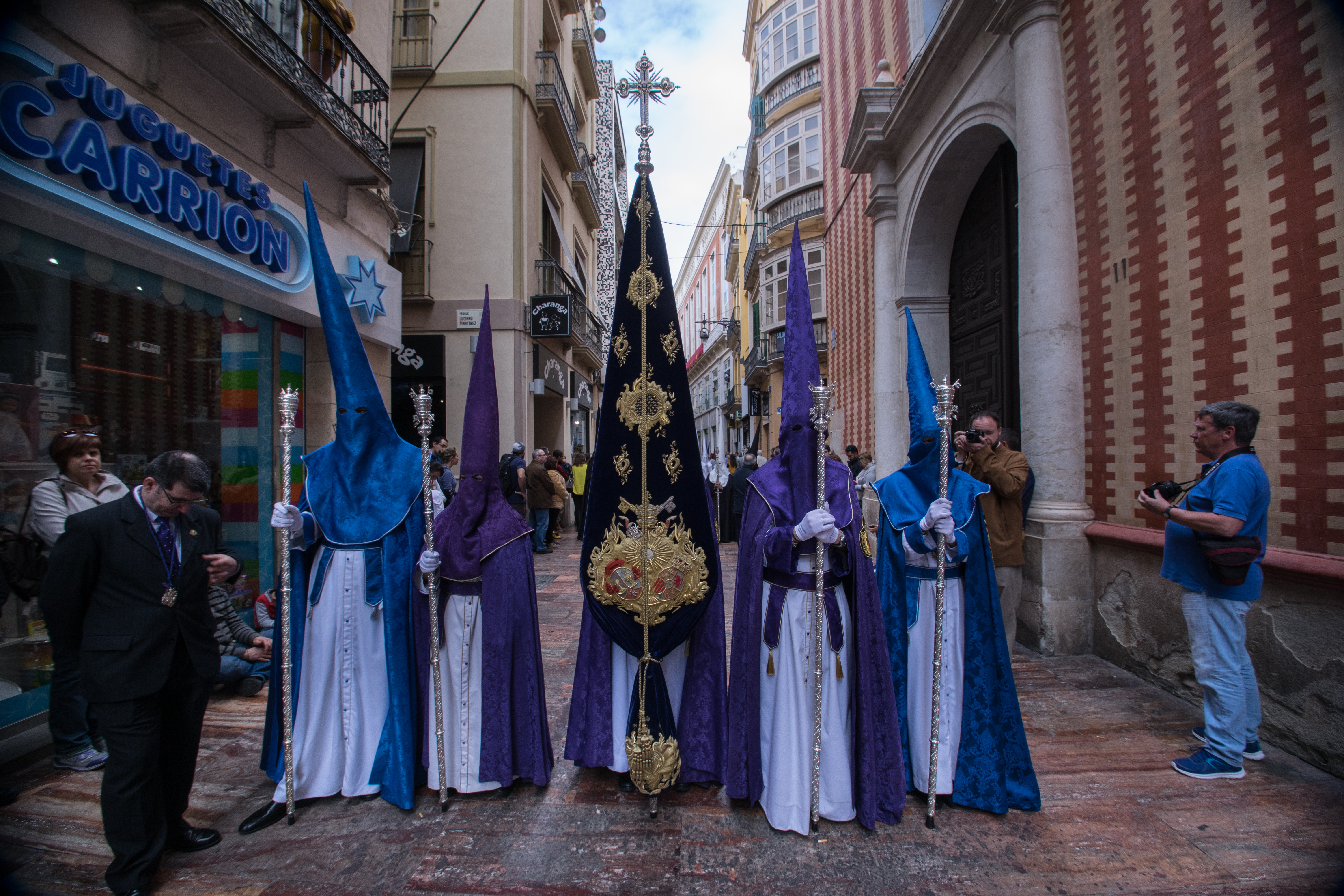
Một đoàn cử hành lễ phước tại Málaga

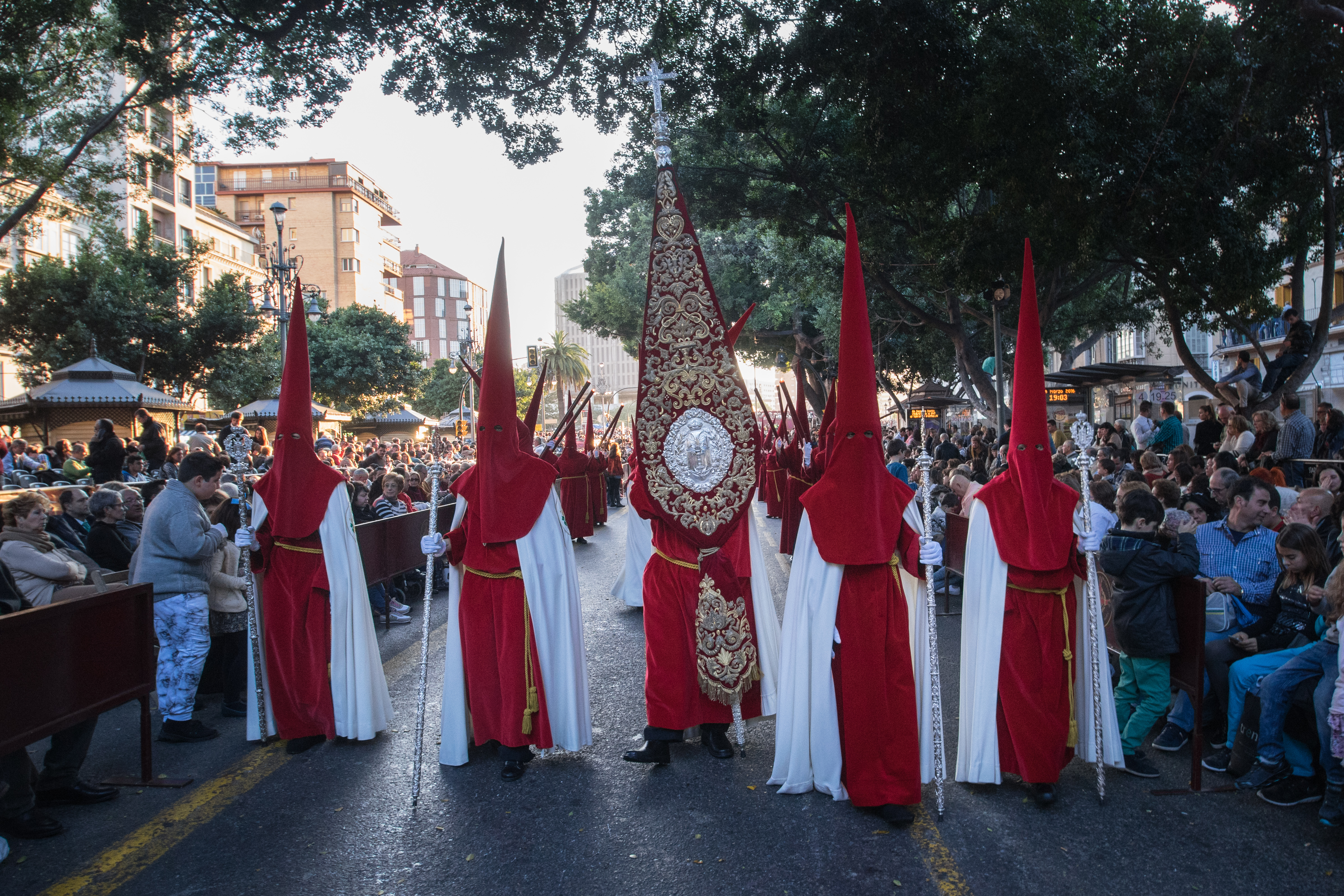
Một lễ phước diễn ra trong năm 2016

Lễ phước (Sacramental) hay còn gọi là Lễ ban phước hay Lễ ban thánh thể là một chỉ dấu thiêng liêng được biểu hiện thông qua một hành vi nghi thức hoặc cử hành một nghi lễ với cách thức mô phỏng theo một bí tích nào đó, có tác dụng thánh thiêng liêng và thành toàn nhờ sự chuyển cầu của Giáo hội. Các buổi lễ phước được cử hành với nghi thức đi quanh các bí tích như một vòng hoa và mở rộng chúng vào đời sống hằng ngày của người Kitô hữu. Các bí tích được các Hội thánh công nhận như Giáo hội Công giáo La Mã, Chính thống giáo Đông phương, Các nhà thờ Chính thống phương Đông, Cảnh giáo, Giáo hội Luther, Giáo hội Công giáo Cổ, nhà thờ Anh giáo và nhà thờ Công giáo độc lập. Trong Kinh thánh thì khăn vải cầu nguyện và dầu thánh được đề cập đến với ý nghĩa cầu nguyện để được chữa lành.
Nước thánh cũng là một bí tích mà các tín hữu dùng để tưởng nhớ lễ rửa tội của mình, các bí tích thông thường khác bao gồm nến cúng (nến làm phép được trao cho các tín hữu), lá bùa được làm phép (được làm phép khi bắt đầu cuộc rước vào Chúa Nhật Lễ Lá), tro được làm phép (được ban vào Thứ Tư Lễ Tro) , dây chuyền thập giá (thường được mục sư mang đi làm phép trước khi sử dụng hàng ngày), khăn che đầu (dành cho phụ nữ trùm đầu đặc biệt là khi cầu nguyện và thờ phượng), muối thánh, và thẻ thánh, cũng như các vật dụng nghệ thuật Thiên chúa giáo, đặc biệt là cây khổ hình. Ngoài những thứ được đeo hàng ngày, chẳng hạn như dây chuyền thánh giá hoặc áo choàng đạo, các bí tích như Kinh thánh gia đình, thường được lưu giữ trên bàn thờ trong các gia đình theo đạo Thiên chúa khi được ban phước trong buổi lễ hôn ước, nhẫn đính hôn sẽ trở thành bí tích.